# 제18회 미국 작가 조합상
제18회 미국 작가 조합상은 1965년 뛰어난 활동을 보인 영화 작가를 기리기 위해 1966년 3월에 열린 시상식이다. Beverly Hilton Hotel에서 개최되었다.

## 수상 및 후보

### 각본상
- 사운드 오브 뮤직 - 어니스트 레흐먼 수상
- 전당포 - Morton S. Fine 수상
- 천 명의 어릿광대 - Herb Gardner 수상

### 월계수상
- 이소벨 레너트 수상

### 발렌타인 데이비스 상
- 레너드 스피겔게스 수상